# Belmont (Luizjana)
Belmont – jednostka osadnicza w Stanach Zjednoczonych, w stanie Luizjana, w parafii Sabine.